# Scodionista
Scodionista là một chi bướm đêm thuộc họ Geometridae.